# List Arysteasza

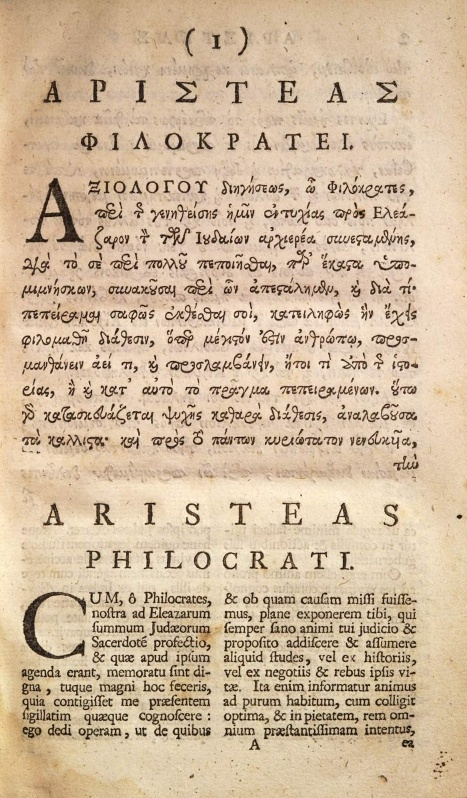
Bilingwiczny tekst grecko-łaciński
(wyd. Oxford, 1692).

List Arysteasza (List Pseudo-Arysteasza) – pseudoepigraf napisany prozą, pochodzący najprawdopodobniej z drugiej połowy II wieku p.n.e. Ten fikcyjny list miał zostać skierowany przez niejakiego Arysteasza, jednego z Hellenów, czcicieli Zeusa oraz dworzanina Ptolemeusza II Filadelfa, do mieszkającego w Jerozolimie jego brata Filokratesa. Utwór ten został napisany w koine, a opowiada uważaną za legendę historię powstania Septuaginty.

## Manuskrypty
List Arysteasza zachował się w ponad dwudziestu rękopisach pochodzących od XI do XVI wieku. Nie wszystkie te manuskrypty są kompletne. Za każdym razem utwór ten stanowi dodatek do kateny do Oktateuchu (biblijne księgi od Księgi Rodzaju do Księgi Rut). Na tej podstawie zakłada się, że rękopisy te pochodzą od jednego wspólnego dla nich wszystkich egzemplarza, być może pierwotnie złożonego w bibliotece cezarejskiej na co wskazują cytaty podane przez Euzebiusza z Cezarei (Praeparatio evangelica 8,2-5.9; 9,38) zawierające te same błędy. Ponieważ tekst Euzebiusza jest wcześniejszy od rękopisów biblijnych więc w wielu miejscach uważa się go za bliższy oryginałowi. Na List Arysteasza w formie parafrazy szeroko powołuje się Józef Flawiusz (Dawne dzieje Izraela 12,12-118).

## Charakterystyka listu
Autor listu wykazuje żywe zainteresowanie mądrością i religią żydowską, jak również życzliwie pisze o kulturze i filozofii greckiej, dając tym samym dowody, że jest z nią bardzo dobrze obeznany. Odnosi się on do takich postaci, jak Demetriusz z Faleronu, Hekateusz z Abdery, Teopompus czy Teodektes. Używa terminologii filozoficznej oraz stosuje alegoryczną metodę egzegetyczną. Jednakże List Arysteasza jest raczej spisaną mową niż przykładem epistolografii. Autor używa na przemian epistolarnej liczby mnogiej (bardziej formalny, uroczysty sposób zwracania się do adresata) na przemian ze zwykłą liczbą mnogą, podobnie jak w niektórych fragmentach listów Pawła (np. 2Kor 10,1-11,6).
Cały list dzieli się zazwyczaj na 322 paragrafy. Można też podzielić go na pięć części:
- par. 1-8 – wstęp;
- par. 9-82 – decyzja króla Ptolemeusza o przetłumaczeniu Prawa żydowskiego, uwolnienie niewolników żydowskich oraz wysłanie posłów do Jerozolimy z darami dla arcykapłana Eleazara;
- par. 83-171 – opis świątyni, Jerozolimy i Judei oraz wygłoszona przez arcykapłana Eleazara apologia judaizmu i jego praw;
- par. 172-300 – uczta w Aleksandrii wyprawiona przez króla dla przybyłych tłumaczy, podczas której król pyta o zasady rządzenia i życia a odpowiedzi mędrców budzą ogólny podziw;
- par. 301-322 – tłumaczenie Tory oraz entuzjastyczne przyjęcie przekładu.

Inny możliwy podział dzieli tekst listu na cztery części:
- par. 1-8 – wstęp;
- par. 9-34a – projekt przekładu;
- par. 34b-300 – poselstwo do Jerozolimy oraz sprowadzenie tłumaczy;
- par. 301-322 – tłumaczenie Tory.

## Autor
Autor listu był zapewne Żydem aleksandryjskim i choć był dobrze obeznany z kulturą grecką, to utwór ten wyraża poglądy bohatera listu z żydowskiej perspektywy. Autor tego utworu podaje się za Arysteasza, jednego z Hellenów i czciciela Zeusa oraz wysłannika króla Ptolemeusza II Filadelfa do arcykapłana w Jerozolimie jednak uważa się, że jest to literacka fikcja. Sama zbieżność imienia nadanego w tytule i w treści narratorowi listu z Arysteaszem „Egzegetą”, który żył w II wieku p.n.e., a był judeohellenistycznym autorem zaginionego prawie w całości dzieła „O Żydach” wspominanego przez Euzebiusza (Praeparatio evangelica 9,25), wydaje się przypadkowa. Jednakże postać ta mogła być inspiracją przy wyborze pseudonimu narratora.

## Historia przekładu Septuaginty
List Arysteasza w kilku odsłonach przedstawia adresatowi etapy powstawania Septuaginty przetłumaczonej dla Biblioteki Aleksandryjskiej. Rozpoczyna od opisu przygotowań do tłumaczenia przez opis Palestyny, wyjaśnia niezwykłe zdarzenia związane z przekładem oraz relacjonuje powrót żydowskich uczonych do Jerozolimy.
Za namową kustosza Biblioteki Aleksandryjskiej, Demetriusza z Faleronu, Ptolemeusz II Filadelfos pragnąc poznać prawo żydowskie, zwrócił się o pomoc do arcykapłana Eleazara. Ten przysłał królowi z Jerozolimy siedemdziesięciu dwóch uczonych żydowskich, którzy w ciągu siedemdziesięciu dwu dni pobytu na wyspie Faros dokonali przekładu Pięcioksięgu Mojżeszowego na język grecki. Każdy z tłumaczy miał pracować samodzielnie, a mimo to gdy porównano powstałe wersje okazały się one identyczne, gdyż pracą tłumaczy miało kierować natchnienie Boże. Samo zaś dokonane tłumaczenie Tory wprawiło króla w zachwyt oraz spotkało się z entuzjastycznym przyjęciem.
Według Listu Arysteasza najwcześniej, bo w latach 285–247 p.n.e., więc za czasów Ptolemeusza II, przetłumaczony został Pięcioksiąg Mojżeszowy. Ponieważ tłumaczenia tego miało dokonać siedemdziesięciu dwóch uczonych żydowskich w Aleksandrii, w ciągu siedemdziesięciu dwóch dni nadano mu nazwę „Septuaginta” – z łaciny „siedemdziesiąt”. Nazwa ta pierwotnie odnosiła się do greckiego przekładu Tory. Z czasem sam przekład stopniowo powiększył się o pozostałe księgi Biblii hebrajskiej, a także dzieła napisane w języku greckim, które weszły do kanonu hellenistycznego.
Opowieść ta napisana w formie listu miała zapewne wzmocnić autorytet Septuaginty oraz wykazać nadprzyrodzony charakter przekładu. W czasach wczesnochrześcijańskich legenda ta została rozbudowana. Cała historia powstania Septuaginty opisana w Liście Arysteasza uważana jest za legendę, choć pewne jej elementy mogą opierać się na autentycznym przekazie.

## Wartość historyczna

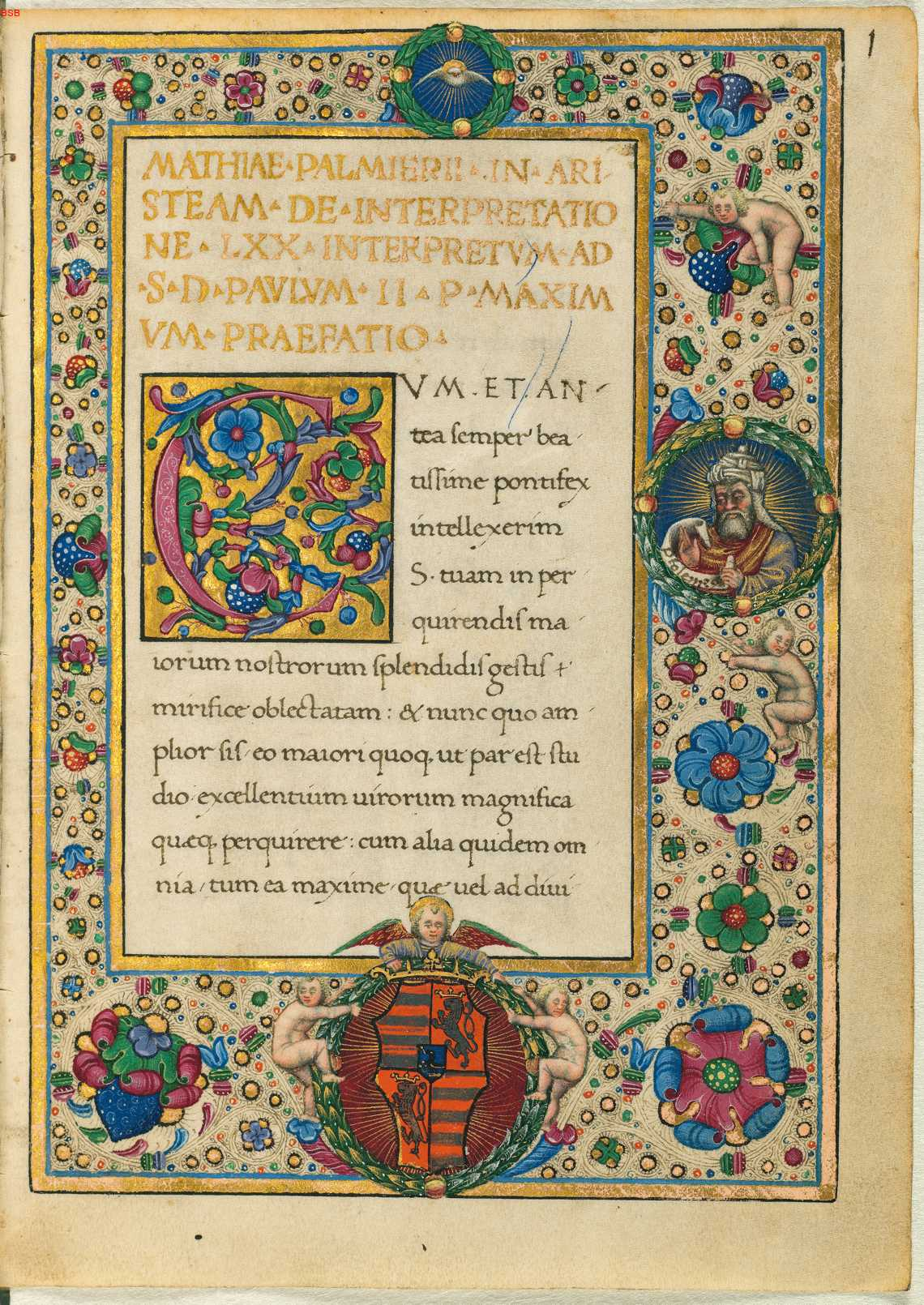
Łacińskie tłumaczenie autorstwa Mattia Palmieri (ok. 1480 r.)

Wartość historyczna Listu Arysteasza ma ścisły związek z opowiadaniem relacjonującym powstanie przekładu Pięcioksięgu Mojżeszowego. Pewne znaczenie mają również zawarty w utworze literackim opis Jerozolimy, w tym świątyni i sprawowanej w niej liturgii, informacje o uwolnieniu niewolników żydowskich oraz w pewnym stopniu opisy arcydzieł złotnictwa. I choć sama relacja bez wątpienia obfituje w elementy legendarne, jednak sam jej trzon może mieć korzenie historyczne.
Powstanie przekładu Pięcioksięgu Mojżeszowego w Aleksandrii, w początkach rządów Ptolemeusza II Filadelfa wspiera jak się wydaje niezależne od listu świadectwo żydowskiego filozofa Arystobula z Paneas (ok. 160 p.n.e.) z czasów Ptolemeusza VI Filometora (181 p.n.e. – 146 p.n.e.), cytowane przez Euzebiusza (Praeparatio evangelica 13,12). Świadectwo to w zwięzły sposób przedstawia te same okoliczności powstania przekładu. Autor utworu na takiej autentycznej tradycji mógł więc się oprzeć. W epoce hellenistycznej tłumaczenie Tory na język grecki było potrzebne z dwóch względów. Żydzi nieposługujący się już językiem hebrajskim potrzebowali przekładu swoich świętych pism do przestrzegania reguł swojej religii. Z kolei władze Egiptu ze względów prawnych, musiały wymagać przedstawienia zasad prawnych samorządnych wspólnot żydowskich. Również wyraźnie podkreślona w liście chęć umieszczenia Pięcioksięgu Mojżeszowego w zbiorach Biblioteki Aleksandryjskiej odpowiada zapałowi kolekcjonerskiemu kolejnych królów.
Natomiast rola króla przy powstaniu przekładu Tory została przedstawiona w sposób rażąco przesadzony, a postawa innych wspólnot wobec Żydów i odbiór przez nie samego Prawa jest oczywistą apologetyczną fikcją, jawnie demaskującą poczucie wyższości autora utworu. Pewne wątpliwości budzi wymienienie Demetriusza z Faleronu jako kustosza Biblioteki Aleksandryjskiej, gdyż był on przeciwnikiem Ptolemeusza II Filadelfa i został wygnany na początku jego samodzielnych rządów. Być może Demetriusz został przedstawiony w liście przez wzgląd na swoją znaczącą pozycję, albo też przekład Tory powstał jeszcze w czasach Ptolemeusza I Sotera (367 p.n.e. – 282 p.n.e.) co wspiera informacja dotycząca uwolnienia jeńców z Judei. Uwolnienie jeńców jest bardziej prawdopodobne dla okresu krótko po wojnie i podbiciu tego obszaru, około 300 roku n.e., niż w czasach Ptolemeusza II. Analiza greckiego przekładu Pięcioksięgu doprowadziła badaczy do wniosku, że faktycznie był to przekład zbiorowy, jednak przyjmuje się, że tłumaczy Tory było około sześciu, a wynik ich pracy znacznie odbiega od wierności hebrajskiego oryginału. Podważa się również informację przedstawiającą tłumaczy jako dobrze władających greką uczonych z Jerozolimy. List zawiera również inne, mniejsze błędy historyczne.